# آلان غيوم بونيوني
آلان غيوم بونيوني (مواليد 23 أبريل 1972) هو سياسي بورندي يشغل منصب رئيس وزراء بورندي منذ 23 يونيو 2020.